# Roncus strahor
Espèce
Synonymes
- Roncus trojan strahor Ćurčić, 1993

Roncus strahor est une espèce de pseudoscorpions de la famille des Neobisiidae.

## Distribution
Cette espèce est endémique de Serbie. Elle se rencontre vers Poganovo.

## Description
Les mâles mesurent de 1,97 à 2,86 mm.

## Systématique et taxinomie
Cette espèce a été décrite sous le protonyme Roncus trojan strahor par Ćurčić en 1993. Elle est élevée au rang d'espèce par Ćurčić, Ćurčić et Ćurčić en 1994.

## Publication originale
- Ćurčić, Ćurčić, Ćurčić & Makarov, 1993 : Three new epigean representatives of Roncus L. Koch, 1873 (Neobisiidae, Pseudoscorpiones), from the Balkan Peninsula. Bijdragen tot de Dierkunde, vol. 62, no 4, p. 237-248.